# Sümpfe und Wälder bei Bad Klosterlausnitz
Koordinaten: 50° 55′ 42″ N, 11° 50′ 44″ O
Das Naturschutzgebiet Sümpfe und Wälder bei Bad Klosterlausnitz liegt im Saale-Holzland-Kreis in Thüringen. Es erstreckt sich nördlich und nordwestlich der Kernstadt von Bad Klosterlausnitz zu beiden Seiten der in Nord-Süd-Richtung verlaufenden A 9.

## Bedeutung
Das 502 ha große Gebiet mit der NSG-Nr. 154 wurde im Jahr 1961 mit dem Namen „An den Ziegenböcken“ unter Naturschutz gestellt. 2015 wurde es von 63 ha auf seine heutige Größe erweitert und benannt. Ein Großteil der Fläche ist zugleich als FFH-Gebiet „An den Ziegenböcken“ geschützt.